# Вечканова Олена
Олена Вечканова — українська підприємиця, стартаперка. Засновниця маркетплейсу ThreeSnails з продажу етнічних виробів ручної роботи.

## Діяльність
Олена Вечканова стала відомою завдяки своєму стартапу ThreeSnails, який допомагає українським майстрам та майстриням продавати вироби ручної роботи (handmade) на міжнародному ринку, зокрема у США, Канаду та в європейські країни.
В ThreeSnails представлені етнічний одяг, прикраси та посуд ручної роботи українців.
Команда проєкту їздить Україною, щоб відшукати і долучити більше народних майстрів з унікальними навичками, робить ефектні знімки виробів та просуває їх у соціальних мережах. А також знайомить іноземців з українською культурою.
80% покупок на маркетплейсі здійснюють мешканці США з Каліфорнії, Нью-Йорку, Чикаго і Техасу. Ще 10% клієнтів з Великої Британії. Зокрема вироби продаються через офіційний сайт та інтернет-магазини, наприклад, Amazon Handmade, EBay, Etsy, а також через  уртових покупців.